# Wildbichler Straße
Die Wildbichler Straße B 175 ist eine Landesstraße in Österreich und verläuft auf einer Länge von 15,8 km von Kufstein nach Niederndorferberg-Wildbichl zur Staatsgrenze zu Deutschland (nach Sachrang).

## Verlauf
Kufstein (B 171, A 12) – Ebbs – Niederndorf (B 172, A 93) – Niederndorferberg – Staatsgrenze zu Deutschland bei Wildbichl.

## Geschichte
Die Wildbichler Straße gehörte seit dem 1. Jänner 1951 zum Netz der Bundesstraßen in Österreich.
1990 sackte ein Pfeiler der Wildbichler Brücke über den Inn in Kufstein (im Bildhintergrund) ab, wodurch die Inntalautobahn, die B 175 und die Westbahn für längere Zeit gesperrt werden mussten, und der Verkehr durch die Kufsteiner Innenstadt umgeleitet wurde.